# 내 사랑 악마
《내 사랑 악마》(My Demon Lover)는 미국에서 제작된 찰리 로벤달 감독의 1987년 코미디, 판타지, 공포 영화이다. 미셀 리틀 등이 주연으로 출연하였고 로버트 샤이 등이 제작에 참여하였다.
이 영화는 1987년 4월 24일 뉴 라인 시네마에 의해 개봉되었다.

## 출연

### 주연
- 미셀 리틀
- 로버트 트레버

### 조연
- 알란 퍼지
- 지나 갈레고
- 아놀드 존슨

## 기타
- 프로듀서: 제랄드 T. 올슨
- 공동제작: 사라 리셔
- 미술: 브렌트 스위프트
- 특수효과: 칼 풀러톤
- 배역: 아네트 벤슨